# Hijas de la Cacofonía
Las Hijas de la Cacofonía son una de las líneas de sangre menores existentes en el Mundo de Tinieblas, la ambientación para el juego de rol Vampiro: la mascarada y otros.
Del origen de esta línea de sangre se sabe francamente poco ya que se presupone que fueron concebidas por una misteriosa unión entre Toreador y Malkavian, aunque hay teorías que afirmen que la concepción de estas fue a causa de un Caitiff o Sin Clan especialmente dotado. Sea cual sea la versión verídica lo único que se puede afirmar objetivamente es la relativa juventud de esta línea de sangre ya que cuenta con tan solo unos cuantos siglos.
La capacidad más reseñable de estas vampiras es el maravilloso (o terrorífico) caudal de voz que poseen, que según se dice es capaz de quebrar tanto objetos como personas por igual así como un mortal lo haría con el vidrio.
Así cabría decir que todo lo que circunvala a esta línea de sangre son meras suposiciones ya que poco se sabe fuera de los límites del continente americano, lugar en el que parece han impuesto su morada y en el que tienen poca o casi ninguna influencia.
No suelen ser tomadas con mucha filosofía por ninguna de las dos facciones (Camarilla y Sabbat) aunque se sabe que en estas últimas y oscuras noches su poder ha crecido, tanto es así que ya hay quien teme por sus propios tímpanos. Aun así las hay que han sido cautivadas por uno u otro bando y han decidido afiliarse a uno de ellos.
Suelen mantener pactos y alianzas con los Toreador, Ventrue y los Malkavian, que parecen ser los únicos con inquietudes y agudeza artística suficiente como para aceptar e incluso elogiar la belleza antinatural de sus canciones.

## Edad Oscura
Aunque las Hijas de la Cacofonía se consiederan un fenómenos relativamente moderno hay alguna fuente que sugiere que podrían haberse originado en la Edad Oscura cuando una diva Toreador sin par escuchó una canción venir desde un montecillo distante y se dio cuenta de que todo su talento palidecía en comparación con esa misteriosa voz. Al principio poseída por los celos pensó en destruir al desconocido pero con el tiempo se arrepintió y humildemente solicitó estudiar bajo la tutela de la escurridiza musa. La misteriosa voz, una señora faérica, aceptó a la Toreador en su dominio. La suerte que corrió esta Toreador es un misterio pero algunos de sus compañeros de clan afirman haber escuchado dos voces cantar al unísono debajo de la tierra.